# Rhopalomeces linearis
Rhopalomeces linearis är en skalbaggsart som beskrevs av Schmidt 1922. Rhopalomeces linearis ingår i släktet Rhopalomeces och familjen långhorningar. Inga underarter finns listade i Catalogue of Life.